# Južna Afrika
Južna Afrika, uradno Republika Južna Afrika (pogosto napačno imenovana Južnoafriška republika) je republika na skrajnem jugu Afrike. Njenih devet provinc na jugu omejuje 2798 kilometrov obale, ki se razteza vzdolž južnega Atlantika in Indijskega oceana; na severu s sosednjimi državami Namibija, Bocvana in Zimbabve; na vzhodu in severovzhodu Mozambik in Esvatini; in obdaja Lesoto. Država pokriva površino 1.221.037 kvadratnih kilometrov in ima več kot 62 milijonov prebivalcev. Pretoria je upravna prestolnica, medtem ko je Cape Town, kot sedež parlamenta, zakonodajna prestolnica, Bloemfontein pa velja za sodno prestolnico. Največje in najbolj naseljeno mesto je Johannesburg, sledita mu Cape Town in Durban.
Arheološke najdbe kažejo, da so različne vrste človečnjakov obstajale v Južni Afriki pred približno 2,5 milijona let, sodobni ljudje pa so to regijo naselili pred več kot 100.000 leti. Prvo znano ljudstvo je bilo avtohtono prebivalstvo Kojsani, bantu govoreča ljudstva iz Zahodne in Srednje Afrike pa so se preselila v regijo pred 2000 do 1000 leti. Na severu se je v 13. stoletju oblikovalo kraljestvo Mapungubve. Leta 1652 so Nizozemci v zalivu Table Bay ustanovili prvo evropsko naselbino, v letih 1795 in 1806 pa so jo zasedli Britanci. Mfecane, obdobje pomembnih preobratov, je privedlo do oblikovanja različnih afriških kraljestev, vključno s Zulujsko kraljevino. Regija je bila dodatno kolonizirana, odkriti so bili diamanti in zlato, kar je povzročilo premik k industrializaciji in urbanizaciji. Južnoafriška unija je bila ustanovljena leta 1910 iz nekdanjih kolonij: Kapska kolonija, Natal, Transvaal in kolonija Orange, leta 1961 pa je postala republika. Čeprav je v Kapski koloniji obstajal sistem večrasne volilne pravice, je bil postopoma spodkopan in velika večina temnopoltih Južnoafričanov je dobila volilno pravico šele leta 1994.
Nacionalna stranka je leta 1948 uvedla apartheid in institucionalizirala prejšnjo rasno segregacijo. Po večinoma nenasilnem boju Afriškega nacionalnega kongresa in drugih aktivistov proti apartheidu v državi in zunaj nje, se je sredi 1980-ih začela razveljavitev diskriminatornih zakonov. Splošne volitve so potekale leta 1994, po katerih so vse rasne skupine politično zastopane v liberalni demokraciji države, ki jo sestavljajo parlamentarna republika in devet provinc.
Južna Afrika je večetnična družba, ki zajema različne kulture, jezike in vere; pogosto ga imenujejo »mavrični narod«, da bi opisali njegovo večkulturno raznolikost, zlasti po apartheidu. Južna Afrika, ki je priznana kot srednja sila v mednarodnih zadevah, ohranja pomemben regionalni vpliv in je članica BRICS+, Afriške unije, SADC, SACU, Commonwealtha narodov in G20. Na novo industrializirana država v razvoju ima največje gospodarstvo v Afriki glede na nominalni BDP, je povezana z Etiopijo glede največ območij Unescove svetovne dediščine v Afriki in je žarišče biotske raznovrstnosti z edinstvenimi biomi, rastlinskim in živalskim svetom. Od konca apartheida sta se odgovornost vlade in kakovost življenja bistveno izboljšali. Vendar pa kriminal, revščina in neenakost ostajajo zelo razširjeni, saj je bilo leta 2024 približno 32 % prebivalstva brezposelnih, medtem ko jih približno 56 % živi pod pragom revščine. Južna Afrika z najvišjim Ginijevim koeficientom 0,63 velja za eno najbolj neenakopravnih držav na svetu, če ne celo najbolj neenakopravno.

## Druga imena
Ime Južna Afrika izhaja iz geografske lege države na južni konici Afrike. Ob ustanovitvi se je država imenovala Južnoafriška unija (angleško Union of South Africa in nizozemsko Unie van Zuid-Afrika), kar odraža njen izvor iz združitve štirih britanskih kolonij. Od leta 1961 je dolgo uradno ime v angleško Republic of South Africa in Republiek van Suid-Afrika v afrikanščini. 
Država ima uradno ime v 12 uradnih jezikih, med njimi:
- afrikansko Republiek van Suid-Afrika
- zulujščina iRiphabhuliki yaseNingizimu Afrika
- koščina iRiphabhlikhi yoMzantsi Afrika
- severna sotščina - pediščina Repabliki ya Afrika-Borwa
- sotščina Rephaboliki ya Afrika Borwa
- cvanščina Rephaboliki ya Aforika Borwa
- tsongajščina Riphabliki ya Afrika Dzonga
- svatščina iRiphabhulikhi yaseNingizimu-Afrika
- vendščina Riphabuḽiki ya Afurika Tshipembe
- ndebelščina iRiphabliki yeSewula Afrika

V slovenskih medijih jo pogosto napačno imenujejo Južnoafriška republika ali skrajšano JAR, kar pa je ime države iz druge polovice 19. stoletja, imenovane Zuid-Afrikaansche Republiek ali ZAR.

## Zgodovina

### Prazgodovinska arheologija
Južna Afrika vsebuje nekaj najstarejših arheoloških najdišč in najdišč človeških fosilov na svetu. Arheologi so v nizu jam v provinci Gauteng odkrili obsežne fosilne ostanke. Območje, ki je na Unescovem seznamu svetovne dediščine, je bilo označeno kot zibelka človeštva. Najdišča vključujejo Sterkfontein, eno najbogatejših najdišč fosilov homininov na svetu, pa tudi Swartkrans, jama Gondolin, Kromdraai, Cooperjeva jama in Malapa. Raymond Dart je leta 1924 identificiral prvi fosil hominina, odkrit v Afriki, Taung Child (najden v bližini Taunga). Drugi ostanki hominina so prišli z najdišč Makapansgat v provinci Limpopo; Cornelia in Florisbad v provinci Svobodna država; Mejna jama v provinci KvaZulu-Natal; Rečne jame Klasies v provinci East Cape; in Pinnacle Point, Elandsfontein in jama Die Kelders v provinci Western Cape.
Te najdbe kažejo, da so v Južni Afriki obstajale različne vrste hominidov pred približno tremi milijoni let, začenši z Australopithecus africanus, ki so mu sledili Australopithecus sediba, Homo ergaster, Homo erectus, Homo rhodesiensis, Homo helmei, Homo naledi in sodobni ljudje (Homo sapiens). Sodobni ljudje naseljujejo južno Afriko vsaj 170.000 let. Različni raziskovalci so locirali prodnata orodja v dolini reke Vaal.

### Bantu ekspanzija
Južno od reke Limpopo (danes severna meja z Bocvano in Zimbabvejem) so se v 4. ali 5. stoletju n. št. Bantujci počasi premikal proti jugu. Najzgodnejše železarne v današnji provinci KvaZulu-Natal naj bi izvirale iz okoli leta 1050. Najjužnejša skupina je bilo ljudstvo Xhosa, katerega jezik vključuje nekatere jezikovne značilnosti prejšnjega ljudstva Kojsani. Xhosa so dosegli Veliko Ribjo reko v današnji provinci Vzhodna Kaplandija. Med selitvijo so te večje populacije iz železne dobe izpodrinile ali asimilirale prejšnja ljudstva. V provinci Mpumalanga je bilo najdenih več kamnitih krogov skupaj s kamnitim razporedom, ki so ga poimenovali Adamov koledar (Kamnite ruševine Blaauboschkraal), ruševine pa naj bi ustvarili Bakoni, severno soto ljudstvo.

### Mapungubwe
Okoli leta 1220 se je elita K2 (Bambandyanalo) v porečju Limpopo-Shashe preselila, da bi naselila ravninski vrh Mapungubve Hill, prebivalstvo pa se je naselilo nižje. Ritual klicanja dežja je bil ključnega pomena za razvoj svetega kraljestva. Do leta 1250 je imela prestolnica 5000 prebivalcev, država pa je pokrivala 30.000 km² in postajala bogatejša s trgovino v Indijskem oceanu. Dogodki okoli propada Mapungubveja okoli leta 1300 niso znani, vendar so se trgovske poti premaknile severno od Limpopa do Zambezija, kar je pospešilo vzpon Velikega Zimbabveja. Hrib je bil zapuščen in prebivalstvo Mapungubveja se je razkropilo.

### Portugalsko raziskovanje
Leta 1487 je portugalski raziskovalec Bartolomeu Dias vodil prvo evropsko potovanje, da bi pristal v južni Afriki. 4. decembra je pristal v zalivu Walfisch (danes znan kot Walvis Bay v današnji Namibiji). To je bilo južno od najbolj oddaljene točke, ki jo je leta 1485 dosegel njegov predhodnik, portugalski pomorščak Diogo Cão (Cape Cross, severno od zaliva). Dias je nadaljeval po zahodni obali južne Afrike. Po 8. januarju 1488, ko so mu nevihte preprečile nadaljevanje vzdolž obale, je izplul iz pogleda kopnega in preplul najjužnejšo točko Afrike, ne da bi jo videl. Maja 1488 je dosegel vse do vzhodne obale Afrike, kot je rekel Rio do Infante, verjetno današnja reka Groot. Ko se je vrnil, je videl rt, ki ga je poimenoval Cabo das Tormentas ('Rt neviht'). Kralj Ivan II. je točko preimenoval v Cabo da Boa Esperança ali Rt dobrega upanja, saj je vodila do bogastva Vzhodne Indije. Diasov navigacijski podvig je bil ovekovečen v epski pesmi Os Lusíadas Luísa de Camõesa iz leta 1572.

### Nizozemska kolonizacija
Leta 1595 so Nizozemci vzpostavili prvi stik z obalo južne Afrike. Ko je pomorska moč Portugalske v zgodnjem 17. stoletju upadala, so angleški in nizozemski trgovci tekmovali, da bi izpodrinili portugalski donosen monopol nad trgovino z začimbami. Predstavniki Britanske vzhodnoindijske družbe so se občasno oglasili na rtu v iskanju živil že leta 1601, kasneje pa so kot pristanišči za pribežališče izbrali otok Ascension in Sveto Heleno. Zanimanje Nizozemcev se je zbudilo po letu 1647, ko sta dva zaposlena v Nizozemski vzhodnoindijski družbi več mesecev preživela brodolom na rtu. Mornarji so lahko preživeli s pridobivanjem sveže vode in mesa od domorodcev. V rodovitno zemljo so sejali tudi zelenjavo. Po vrnitvi na Nizozemsko so pozitivno poročali o potencialu rta kot »skladišča in vrta« za zalogo mimoidočih ladij za dolga potovanja.
Leta 1652, stoletje in pol po odkritju rtske morske poti, je Jan van Riebeeck v imenu Nizozemske vzhodnoindijske družbe ustanovil oskrbovalno postajo na Rtu dobrega upanja, v mestu, ki je kasneje postalo Cape Town. Sčasoma je rt postal dom velikemu številu vrijlieden, znanih tudi kot vrijburgers  (lit. 'svobodni državljani'), nekdanjih uslužbencev podjetja, ki so po odsluženi pogodbi ostali na nizozemskih čezmorskih ozemljih. Nizozemski trgovci so v nastajajočo kolonijo pripeljali tudi na tisoče zasužnjenih ljudi iz današnje Indonezije, Madagaskarja in vzhodne Afrike. Nekatere od najzgodnejših mešanih rasnih skupnosti v državi so nastale med vrijburgerji, zasužnjenimi ljudmi in staroselci. To je pripeljalo do razvoja nove etnične skupine, Cape Coloureds, od katerih je večina prevzela nizozemski jezik in krščansko vero.
Konflikti glede virov med južnoafriškim avtohtonim ljudstvom Kojsan in nizozemskimi naseljenci so se začeli v 17. stoletju in trajali stoletja.
Širitev nizozemskih kolonistov proti vzhodu je povzročila vojne z jugozahodnim selitvijo plemena Xhosa, znane kot vojne Xhosa, saj sta obe strani tekmovali za pašnike v bližini Velike Ribje reke, ki so si jih kolonisti želeli za pašo živine. Vrijburžani, ki so postali neodvisni kmetje na meji, so bili znani kot Buri, nekateri pa so sprejeli polnomadski način življenja, označeni kot trekboers. Buri so oblikovali ohlapne milice, ki so jih poimenovali komandosi, in sklenili zavezništva z ljudstvi Kojsan, da bi odvrnili napade Xhosov. Obe strani sta sprožili krvave, a nedokončne ofenzive in občasno nasilje, ki ga je pogosto spremljala kraja živine, je ostalo nekaj desetletij običajno.

### Britanska kolonizacija, Mfecane in Veliki pohod
Velika Britanija je med letoma 1795 in 1803 zasedla Cape Town, da bi preprečila, da bi padel pod nadzor Prve francoske republike, ki je vdrla v Nizozemske dežele. Po kratki vrnitvi pod nizozemsko oblast pod Batavsko republiko leta 1803 so rt leta 1806 ponovno zasedli Britanci. Po koncu napoleonskih vojn je bila formalno predana Veliki Britaniji in je postala sestavni del Britanskega imperija. Britansko izseljevanje v Južno Afriko se je začelo okoli leta 1818 in nato doseglo vrhunec s prihodom naseljencev leta 1820. Nove koloniste so prisilili, da so se naselili zaradi različnih razlogov, in sicer zaradi povečanja evropske delovne sile in podpore obmejnih regij pred vdori Xhosov.
V zgodnjih 1800-ih so Mfecane (lit. 'razpršitev') doživeli povečano obdobje konfliktov, migracij in nastajanja držav med domorodnimi skupinami, ki jih je povzročilo zapleteno medsebojno delovanje mednarodne trgovine, okoljske nestabilnosti in evropske kolonizacije. Glavarstva so postajala bogatejša in tekmovala za trgovske poti in pašnike, kar je vodilo do oblikovanja ljudstev Ndvandve in Mthethva na vzhodu. Ndvandve so premagali Mthethva, ki so se razdelil na različne skupine, od katerih je eno vodil Shaka iz amaZuluja. Leta 1810 sta bili četrta in peta vojna Xhosa, ko se je britanska kolonizacija razširila. Ndvandve so razpadli med dragimi napadi in Shakino kraljestvo Zulu se je dvignilo, da bi zapolnilo vakuum moči. Nastalo je kraljestvo Gaza. Zuluji so popolnoma premagali Ndvandve, vendar jih je Gaza odbila.
V zgodnjem 19. stoletju je veliko nizozemskih naseljencev odšlo iz Kapske kolonije, kjer so bili podvrženi britanskemu nadzoru, v vrsti skupin migrantov, ki so postale znane kot Voortrekkers, kar pomeni iskalci poti ali pionirji. Migrirali so v bodoče regije Natal, Svobodna država in Transvaal. Buri so ustanovili burske republike: Južnoafriško republiko, Natalsko republiko in Svobodno državo Oranje. V notranjosti se je Kapska kolonija  razširila na račun Batsvana in Grikua, širitev Burov pa je povzročila veliko nestabilnost v regiji Middle Orange River. Kraljestvo Matabele je zavladalo vzhodni notranjosti in napadlo kraljestvo Venda.
Odkritje diamantov leta 1867 in zlata leta 1884 v notranjosti je sprožilo mineralno revolucijo ter povečalo gospodarsko rast in priseljevanje. To je okrepilo britansko podjarmljenje staroselcev. Boj za nadzor teh pomembnih gospodarskih virov je bil dejavnik v odnosih med Evropejci in avtohtonim prebivalstvom ter tudi med Buri in Britanci.
16. maja 1876 je predsednik Južnoafriške republike Thomas François Burgers napovedal vojno ljudstvu Pedi. Kralju Sekhukhuneju je 1. avgusta 1876 uspelo premagati vojsko. Prav tako je bil odbit še en napad Lydenburškega prostovoljnega korpusa. 16. februarja 1877 sta obe strani podpisali mirovno pogodbo v Botshabelu. Nezmožnost Burov, da bi pokorili Pedije, je povzročila odhod Burgerjev v korist Paula Krugerja in britansko aneksijo Južnoafriške republike. Leta 1878 in 1879 so bili trije britanski napadi uspešno odbiti, dokler Garnet Wolseley novembra 1879 ni premagal Sekhukhuneja z vojsko 2000 britanskih vojakov, Burov in 10.000 Svazijcev.
Anglo-zulu vojna je potekala leta 1879 med Britanci in kraljestvom Zulu. Po uspešni uvedbi federacije lorda Carnarvona v Kanadi je veljalo, da bi podobna politična prizadevanja, povezana z vojaškimi akcijami, lahko uspela z afriškimi kraljestvi, plemenskimi območji in burskimi republikami v Južni Afriki. Leta 1874 je bil Henry Bartle Frere poslan v Južno Afriko kot britanski visoki komisar, da bi uresničil takšne načrte. Med ovirami je bila prisotnost neodvisnih držav Burov in vojske Zululanda. Narod Zulu je premagal Britance v bitki pri Isandlvani. Sčasoma je Zululand izgubil vojno, kar je povzročilo prenehanje neodvisnosti Zulu naroda.

### Burske vojne
Burske republike so se uspešno uprle britanskim posegom med prvo bursko vojno (1880–1881) z uporabo taktike gverilskega bojevanja, ki je bila dobro prilagojena lokalnim razmeram. Britanci so se vrnili z večjim številom, več izkušnjami in novo strategijo v drugi burski vojni (1899–1902) in, čeprav so utrpeli velike izgube zaradi izčrpavanja burske vojne, so bili na koncu uspešni deloma zaradi taktike požgane zemlje in koncentracijskih taborišč, v katerih je umrlo 27.000 burskih civilistov zaradi kombinacije bolezni in zanemarjanja.
Mestno prebivalstvo Južne Afrike je od konca 19. stoletja naprej hitro raslo. Po opustošenju vojn so burski kmetje pobegnili v mesta Transvaal in Svobodno državo Oranje ter tvorili beli mestni revni razred.

### Neodvisnost
Protibritanska politika med belimi Južnoafričani je bila osredotočena na neodvisnost. V nizozemskih in britanskih kolonialnih letih je bila rasna segregacija večinoma neformalna, čeprav je bila sprejeta nekaj zakonodaje za nadzor naseljevanja in gibanja domorodnih prebivalcev, vključno z Zakonom o domorodni lokaciji iz leta 1879 in sistemom zakonov o prehodih.
Osem let po koncu druge burske vojne in po štirih letih pogajanj je Zakon o Južni Afriki iz leta 1909 podelil nominalno neodvisnost, hkrati pa je 31. maja 1910 ustvaril Južnoafriško unijo. Unija je bila dominion, ki je vključeval nekdanja ozemlja Cape, Transvaal in kolonije Natal ter Svobodno državo Oranje. Natives' Land Act iz leta 1913 je črncem močno omejil lastništvo zemlje; na tej stopnji so nadzorovali le 7 % države. Količina zemlje, rezervirane za domorodna ljudstva, se je kasneje nekoliko povečala.
Leta 1931 je Unija postala popolnoma suverena od Združenega kraljestva s sprejetjem Westminstrskega statuta, ki je odpravil zadnja pooblastila parlamenta Združenega kraljestva za zakonodajo v državi. Samo tri druge afriške države - Liberija, Etiopija in Egipt - so bile pred tem neodvisne. Leta 1934 sta se Južnoafriška stranka in Nacionalna stranka združili v Združeno stranko, ki je iskala spravo med Afrikanerji in angleško govorečimi belci. Leta 1939 se je stranka razdelila zaradi vstopa Unije v drugo svetovno vojno kot zaveznice Združenega kraljestva, čemur so sledilci Nacionalne stranke nasprotovali.

### Obdobje apartheida
Leta 1948 je bila na oblast izvoljena nacionalna stranka. Okrepilo je rasno segregacijo, ki se je začela pod nizozemsko in britansko kolonialno oblastjo. Ob upoštevanju kanadskega zakona o Indijancih je nacionalistična vlada vsa ljudstva razvrstila v tri rase (belce, črnce, indijance in obarvane ljudi (mešanci)) in za vsakega razvila pravice in omejitve. Bela manjšina (manj kot 20 %) je nadzorovala veliko večjo temnopolto večino. Zakonsko institucionalizirana segregacija je postala znana kot apartheid. Medtem ko so belci uživali najvišji življenjski standard v vsej Afriki, primerljiv z zahodnimi državami prvega sveta, je bila črna večina prikrajšana po skoraj vseh standardih, vključno z dohodkom, izobrazbo, stanovanjem in pričakovano življenjsko dobo. Listina svobode, ki jo je leta 1955 sprejela Kongresna zveza, je zahtevala nerasno družbo in konec diskriminacije.
31. maja 1961 je država postala republika po referendumu (odprtem le za bele volivce), ki je bil le za las uspešen; provinca Natal, v kateri so prevladovali Britanci, je večinoma glasovala proti predlogu. Elizabeta II. Britanska je izgubila naziv kraljice Južne Afrike, zadnji generalni guverner Charles Robberts Swart pa je postal predsednik države. Kot koncesija westminstrskemu sistemu je imenovanje predsednika ostalo v pristojnosti parlamenta in je bilo tako rekoč nemočno do ustavnega zakona P. W. Bothe iz leta 1983, ki je odpravil funkcijo predsednika vlade in uvedel edinstveno »močno predsedstvo«, odgovorno parlamentu. Pod pritiskom drugih držav Commonwealtha se je Južna Afrika leta 1961 umaknila iz organizacije. Ponovno se ji je pridružila leta 1994, po koncu apartheida.
Kljub nasprotovanju apartheidu tako v državi kot zunaj nje je vlada uzakonila nadaljevanje apartheida. Varnostne sile so zatrle notranje nesoglasje in nasilje je postalo zelo razširjeno, z organizacijami proti apartheidu, kot so Afriški nacionalni kongres (ANC), Azanijska ljudska organizacija in Panafriški kongres, ki so izvajale gverilsko vojno [87] in mestne sabotaže. Tri rivalska odporniška gibanja so se občasno ukvarjala tudi z medfrakcijskimi spopadi, ko so se borila za domači vpliv. Apartheid je postajal vse bolj sporen in več držav je začelo bojkotirati poslovanje z južnoafriško vlado zaradi njene rasne politike. Bojkoti in omejitve so se pozneje razširili na mednarodne sankcije in odprodajo deležev s strani tujih vlagateljev.

## Geografija
Južna Afrika je na skrajnem jugu Afrike z obalo, ki se razteza več kot 2500 km in vzdolž dveh oceanov (južnega Atlantika in Indijskega). Z 1.219.912 km2 je Južna Afrika 24. največja država na svetu brez Otokov princa Edvarda država leži med 22° in 35° J zemljepisne širine ter 16° in 33° V zemljepisne dolžine. Notranjost Južne Afrike sestavlja velika, na večini krajev skoraj ravna planota z nadmorsko višino med 1000 in 2100 m, najvišja na vzhodu in se rahlo spušča proti zahodu in severu ter rahlo proti jugu in jugozahodu. Ta planota je obdana z Veliko strmino ali Robnim gorovjem, katere vzhodni in najvišji odsek je znan kot Zmajevo gorovje (Drakensberg). Najvišji vrh je Mafadi v Drakensbergu s 3450 m. Mednarodno mejo med KvaZulu-Natal in Lesotom tvori najvišji del Velikega roba, ki doseže nadmorsko višino več kot 3000 m.
Južni in jugozahodni del planote (približno 1100–1800 m nadmorske višine) in sosednja nižina (na približno 700–800 m nadmorske višine – glej zemljevid na desni) je znan kot Veliki Karu, ki ga sestavlja redko poseljeno grmičevje. Na severu Veliki Karu prehaja v bolj sušno Bushmanland, ki sčasoma postane puščava Kalahari na severozahodu države. Srednjevzhodni in najvišji del planote je znan kot Highveld. To razmeroma dobro namočeno območje je dom velikega deleža komercialnih kmetijskih zemljišč v državi in največjega somestja (Gauteng). Severno od Highvelda, od približno 25° 30' J zemljepisne širine, se planota spušča navzdol v Bushveld, ki na koncu preide v nižino reke Limpopo ali Lowveld.
Obalni pas pod Velikim robom, ki se premika v smeri urinega kazalca od severovzhoda, sestavlja Limpopo Lowveld, ki se zlije v Mpumalanga Lowveld pod Mpumalanga Drakensberg (vzhodni del Velikega roba). To je bolj vroče, suho in manj intenzivno obdelano kot Highveld (Visoki Veld) nad Robnim gorovjem. Krugerjev narodni park, ki je v provincah Limpopo in Mpumalanga v severovzhodni Južni Afriki, zavzema velik del Lowvelda, ki obsega 19.633 kvadratnih kilometrov.
Obalni pas pod južnim in jugozahodnim delom Velikega roba vsebuje več verig gorovja Cape Fold, ki potekajo vzporedno z obalo in ločujejo Veliki rob od oceana. (Te vzporedne verige nagubanih gora so prikazane na zemljevidu zgoraj levo. Upoštevajte potek Velikega pobočja severno od teh gorskih verig.) Dežela med verigama Outeniqua in Langeberg na jugu ter verigo Črnega gorovja (Swartberg) na severu je znana kot Mali Karu, ki je sestavljen iz polpuščavskega grmičevja, podobnega tistemu v Velikem Karuju, le da ima njegov severni pas vzdolž vznožju gorovja Swartberg nekoliko več padavin in je zato bolj poraščen kot Veliki Karu. Mali Karu je znan po gojenju nojev v okolici Oudtshoorna. Nižinsko območje severno od pogorja Swartberg do Velikega roba je nižinski del Velikega Karuja, ki se podnebno in botanično skoraj ne razlikuje od Karuja nad Velikim robom. Ozek obalni pas med pogorjema Outeniqua in Langeberg ter oceanom ima vse leto zmerno veliko padavin, kar je znano kot Garden Route. Slovi po najobsežnejših gozdovih v Južni Afriki (na splošno z gozdovi revna država).
V jugozahodnem kotu države Kapski polotok tvori najjužnejšo konico obalnega pasu, ki meji na Atlantski ocean in se na koncu konča na meji države z Namibijo pri reki Oranje. Kapski polotok ima sredozemsko podnebje, zaradi česar sta on in njegova neposredna okolica edini del podsaharske Afrike, ki večino padavin prejme pozimi. Obalni pas severno od Kapskega polotoka je na zahodu omejen z Atlantskim oceanom in prvo vrsto gorovja Cape Fold, ki poteka od severa proti jugu, na vzhodu. Gorovje Cape Fold se razprostira na približno 32° J zemljepisne širine, nato pa Veliki rob omejuje obalno nižino. Najbolj južni del tega obalnega pasu je znan kot nižina Swartland in Malmesbury, ki je pomembna regija za pridelavo pšenice, ki se opira na zimsko deževje. Regija severneje je znana kot Namaqualand, ki postane bolj suha blizu reke Oranje. Malo dežja, ki pade, po navadi pade pozimi, kar ima za posledico enega najbolj spektakularnih prikazov cvetja na svetu, ki spomladi (avgust–september) pokriva ogromne odseke travnikov.
Južna Afrika ima tudi eno posest na morju, majhen subantarktični arhipelag Otoki princa Edvarda, ki ga sestavljata otok Marion (290 km2) in otok princa Edvarda (45 km2).

### Podnebje
Južna Afrika ima na splošno zmerno podnebje, ker je s treh strani obdana z oceanom, ker leži na podnebno blažji južni polobli in ker se njena povprečna nadmorska višina enakomerno dviga proti severu (proti ekvatorju) in naprej v notranjost. Ta raznolika topografija in oceanski vpliv povzročata veliko raznolikost podnebnih območij. Podnebna območja segajo od skrajne puščave južnega Namiba na skrajnem severozahodu do bujnega subtropskega podnebja na vzhodu ob meji z Mozambikom in Indijskim oceanom. Zime v Južni Afriki potekajo med junijem in avgustom. Na skrajnem jugozahodu je podnebje podobno sredozemskemu z mokrimi zimami in vročimi, suhimi poletji, ki gosti znameniti biom fynbos z grmičevjem in goščavo. To območje proizvede veliko vina v Južni Afriki in je znano po vetru, ki občasno piha skoraj vse leto. Zaradi močnega vetra je bila plovba okoli Rta dobrega upanja še posebej zahrbtna za mornarje, saj je povzročila številne brodolome. Vzhodneje na južni obali so padavine bolj enakomerno porazdeljene skozi vse leto, kar ustvarja zeleno pokrajino. Letna količina padavin se poveča južno od Lowvelda, zlasti blizu obale, ki je subtropska. Svobodna država je posebej ravna, ker leži v središču visoke planote. Severno od reke Vaal postane Highveld bolje namočen in ne doživlja subtropskih skrajnih vročin. Johannesburg, v središču Highvelda, je na 1740 m nadmorske višine in prejme letno 760 mm padavin. Zime v tej regiji so hladne, čeprav je sneg redek.
| Povprečne temperature v °C                                                       | Povprečne temperature v °C | Povprečne temperature v °C |
| Mesto                                                                            | Poletje                    | Zima                       |
| -------------------------------------------------------------------------------- | -------------------------- | -------------------------- |
| Cape Town                                                                        | 20                         | 12,6                       |
| Durban                                                                           | 23,6                       | 17                         |
| Johannesburg                                                                     | 19,4                       | 11,1                       |
| Pretorija                                                                        | 22,4                       | 12,9                       |
| Vir: Lew Leppan: The South African Book of Records. Cape Town, Don Nelson, 1999. |                            |                            |

### Biotska raznovrstnost
Južna Afrika je 4. junija 1994 podpisala Konvencijo o biološki raznovrstnosti iz Ria in 2. novembra 1995 postala pogodbenica konvencije. Nato je pripravila nacionalno strategijo in akcijski načrt za biotsko raznovrstnost, ki ju je konvencija prejela 7. junija 2006. Država je uvrščena na šesto mesto med sedemnajstimi megadiverznimi državami na svetu. Ekoturizem v Južni Afriki je v zadnjih letih vse bolj razširjen kot možna metoda ohranjanja in izboljšanja biotske raznovrstnosti.
V Bushveldu najdemo številne sesalce, med njimi so: lev, afriški leopard, Južnoafriški gepard, južni beli nosorog (Ceratotherium simum simum), črnorepi gnu, kudu, impala, hijene, veliki povodni konj in južna žirafa (Giraffa giraffa). Velik obseg Bushvelda obstaja na severovzhodu, vključno s Krugerjevim narodnim parkom in rezervatom Sabi Sand Game, pa tudi na skrajnem severu v biosferi Waterberg. V Južni Afriki živijo številne endemične vrste, med njimi kritično ogroženi zajec Bunolagus monticullaris v Karuju.
Do leta 1945 je bilo zabeleženih več kot 4900 vrst gliv (vključno z vrstami, ki tvorijo lišaje). Leta 2006 je bilo število gliv v Južni Afriki ocenjeno na 200.000 vrst, vendar niso upoštevale gliv, povezanih z žuželkami. Če je pravilno, potem je število južnoafriških gliv večje od števila njenih rastlin. Vsaj v nekaterih večjih južnoafriških ekosistemih je izjemno visok odstotek gliv zelo specifičnih glede na rastline, s katerimi se pojavljajo. Strategija in akcijski načrt države za biotsko raznovrstnost ne omenja gliv (vključno z glivami, ki tvorijo lišaje).
Z več kot 22.000 različnimi vaskularnimi rastlinami ali približno 9 % vseh znanih rastlinskih vrst na Zemlji je Južna Afrika še posebej bogata z rastlinsko pestrostjo. Najbolj razširjen biom je travinje, zlasti na Highveldu, kjer v rastlinskem pokrovu prevladujejo različne trave, nizko grmičevje in akacija, predvsem Vachellia erioloba. Proti severozahodu je vegetacija redka zaradi nizke količine padavin. V zelo vročem in suhem območju Namaqualanda obstajajo številne vrste sukulent, ki kopičijo vodo, kot so aloje in evforbije. Po podatkih Svetovnega sklada za naravo je Južna Afrika dom približno tretjine vseh vrst sukulent. Travnato-trnova savana proti severovzhodu države počasi prehaja v grmičasto savano z gostejšim rastjem. Na tem območju, blizu severnega konca Krugerjevega narodnega parka, je veliko baobabov.
Biom fynbos, ki predstavlja večino območja in rastlinskega sveta v floristični regiji Cape, je v majhni provinci Zahodna Kaplandija in vsebuje več kot 9000 teh vrst ali trikrat več rastlinskih vrst, kot jih najdemo v amazonskem deževnem gozdu, zaradi česar je med najbogatejšimi regijami na svetu v smislu rastlinske raznolikosti. Večina rastlin je zimzelenih trdolistnih rastlin z drobnimi, igličastimi listi, kot so sklerofilne rastline. Druga edinstvena južnoafriška skupina cvetočih rastlin je rod Protea s približno 130 različnimi vrstami. Medtem ko ima Južna Afrika veliko bogastvo cvetočih rastlin, je le 1 % zemlje gozd, skoraj izključno v vlažni obalni nižini KvaZulu-Natal, kjer so tudi območja južnoafriških mangrov v rečnih ustjih. Še manjši rezervati gozdov so izven dosega ognja, znani kot montanski gozdovi. Prevladujejo nasadi uvoženih drevesnih vrst, predvsem tujerodnega evkalipta in bora.
Južna Afrika je v zadnjih štirih desetletjih izgubila veliko območje naravnega habitata, predvsem zaradi prenaseljenosti, razširjenih razvojnih vzorcev in krčenja gozdov v 19. stoletju. Država je imela leta 2019 povprečno oceno indeksa celovitosti gozdne krajine 4,94/10, kar jo je uvrstilo na 112. mesto med 172 državami. Južna Afrika je ena najhuje prizadetih držav na svetu, ko gre za invazijo tujerodnih vrst, pri čemer mnoge (npr. Acacia mearnsii, Acacia saligna, Hakea, Lantana in Jacaranda) predstavljajo veliko grožnjo domači biotski raznovrstnosti in že tako redkim vodnim virom. Tudi poseganje lesnatih rastlin v avtohtone rastline na travnikih predstavlja grožnjo biotski raznovrstnosti in povezanim storitvam ekosistema, kar prizadene več kot 7 milijonov hektarjev. Prvotni zmerni gozd, ki so ga našli prvi evropski naseljenci, je bil izkoriščan, dokler niso ostali le majhne zaplate. Trenutno so južnoafriška trda drevesa, kot so Podocarpus latifolius, Ocotea bullata in Olea capensis, pod strogim vladnim varstvom. Statistični podatki ministrstva za okoljske zadeve kažejo, da je bilo leta 2014 ubitih rekordnih 1215 nosorogov. Ker je Južna Afrika dom tretjine vseh vrst sukulent (številne so endemične za Karoo), je zaradi tega vroča točka divjega lova rastlin, zaradi česar številnim vrstam grozi izumrtje.

## Upravna delitev
Vsako od devetih provinc vodi enodomno zakonodajno telo, ki je izvoljeno vsakih pet let s proporcionalno zastopanostjo strankarskih list. Zakonodajalec izvoli premierja za vodjo vlade, premier pa imenuje izvršni svet kot pokrajinski kabinet. Pooblastila deželnih vlad so omejena na teme, navedene v ustavi; te teme vključujejo področja, kot so zdravje, izobraževanje, javna stanovanja in promet.
Province so nato razdeljene na 52 okrožij: 8 metropolitanskih in 44 okrožnih občin. Slednje so nadalje razdeljene na 205 lokalne občin. Metropolitanske občine, ki upravljajo z največjimi mestnimi aglomeracijami, opravljajo funkcije okrožnih in lokalnih občin:
| Provinca               | Glavno mesto province | Največje mesto | Površina (km2) | Prebivalstvo (2022) |
| ---------------------- | --------------------- | -------------- | -------------- | ------------------- |
| Vzhodna Kaplandija     | Bhisho                | Port Elizabeth | 168.966        | 7.230.204           |
| Svobodna država Oranje | Bloemfontein          | Bloemfontein   | 129.825        | 2.964.412           |
| Gauteng                | Johannesburg          | Johannesburg   | 18.178         | 15.099.422          |
| KvaZulu-Natal          | Pietermaritzburg      | Durban         | 94.361         | 12.423.907          |
| Limpopo                | Polokwane             | Polokwane      | 125.754        | 6.572.720           |
| Mpumalanga             | Nelspruit             | Nelspruit      | 76.495         | 5.143.324           |
| Severozahodna provinca | Mafikeng              | Rustenburg     | 104.882        | 3.804.548           |
| Severna Kaplandija     | Kimberley             | Kimberley      | 372.889        | 1.355.946           |
| Zahodna Kaplandija     | Cape Town             | Cape Town      | 129.462        | 7.433.019           |

## Gospodarstvo
Južna Afrika ima mešano gospodarstvo. Njeno gospodarstvo je največje, tehnološko najbolj napredno in industrializirano v Afriki. Ima tudi razmeroma visok bruto domači proizvod (BDP) na prebivalca v primerjavi z drugimi državami v podsaharski Afriki 16.080 USD po pariteti kupne moči od leta 2023 na 95. mestu. Vendar Južno Afriko še vedno bremeni razmeroma visoka stopnja revščine in brezposelnosti in je uvrščena med prvih deset držav na svetu po dohodkovni neenakosti, merjeno z Ginijevim koeficientom.
Južna Afrika je po skupnem bogastvu uvrščena na 40. mesto, zaradi česar je druga najbogatejša država v Afriki, kar zadeva zasebno bogastvo. Južna Afrika ima zasebno bogastvo v višini 651 milijard $, zaradi česar je prebivalstvo Južne Afrike najbogatejše v Afriki, sledita Egipt s 307 milijardami $ in Nigerija z 228 milijardami $.
Približno 55,5 % (30,3 milijona ljudi) prebivalstva živi v revščini na zgornjem nacionalnem pragu revščine, medtem ko se skupno 13,8 milijona ljudi (25 % prebivalstva) sooča s pomanjkanjem hrane.
Leta 2015 ima 71 % neto premoženja 10 % prebivalcev, 60 % prebivalcev pa le 7 % neto premoženja, Ginijev koeficient pa je bil 0,63, leta 1996 pa 0,61.
Za razliko od večine revnih držav na svetu Južna Afrika nima uspešnega neformalnega gospodarstva. Le 15 % delovnih mest v Južni Afriki je v neformalnem sektorju, v primerjavi s približno polovico v Braziliji in Indiji ter skoraj tremi četrtinami v Indoneziji. Organizacija za gospodarsko sodelovanje in razvoj (OECD) pripisuje to razliko razširjenemu sistemu socialnega varstva v Južni Afriki. Raziskava Svetovne banke kaže, da ima Južna Afrika enega največjih razlik med BDP na prebivalca in indeksom človekovega razvoja, pri čemer je samo Bocvana večjo vrzel.
Po letu 1994 je vladna politika znižala inflacijo, stabilizirala javne finance in privabila nekaj tujega kapitala; vendar je bila rast še vedno pod pričakovanji. Od leta 2004 naprej se je gospodarska rast močno okrepila; zaposlovanje in investicije so se povečale. Med predsedovanjem Jacoba Zume je vlada povečala vlogo podjetij v državni lasti (SOE). Nekatera največja podjetja v državni lasti so Eskom, monopol za električno energijo, South African Airways (SAA) in Transnet, monopol za železnice in pristanišča. Nekatera od teh podjetij v državni lasti niso bila dobičkonosna, na primer SAA, ki je v 20 letih pred letom 2015 zahtevala reševanje v skupni vrednosti 30 milijard Ran (2,03 milijarde USD). Glavni mednarodni trgovinski partnerji Južne Afrike - poleg drugih afriških držav - so Nemčija, Združene države Amerike, Kitajska, Japonska, Združeno kraljestvo in Španija. Indeks finančne tajnosti za leto 2020 je Južno Afriko uvrstil na 58. mesto najvarnejših davčnih oaz na svetu.
Južnoafriška kmetijska industrija prispeva okoli 10 % formalnega zaposlovanja, kar je razmeroma malo v primerjavi z drugimi deli Afrike, poleg tega pa zagotavlja delo za občasne delavce in prispeva okoli 2,6 % BDP države. Zaradi sušnosti zemlje se lahko le 13,5 % uporablja za pridelavo poljščin, le 3 % pa velja za zemljo z visokim potencialom.
Avgusta 2013 je fDi Intelligence uvrstil Južno Afriko med najboljše afriške države prihodnosti na podlagi gospodarskega potenciala države, delovnega okolja, stroškovne učinkovitosti, infrastrukture, prijaznosti do poslovanja in strategije neposrednih tujih naložb.

### Rudarstvo
Rudarstvo je bilo glavni sestavni del južnoafriškega gospodarstva skozi njeno zgodovino. Do leta 2006 je bila Južna Afrika skoraj stoletje največja proizvajalka zlata na svetu, do konca leta 2009 je pridobivanje zlata v Južni Afriki hitro upadlo, saj so leta 2008 proizvedli 205 metričnih ton (mt) zlata v primerjavi s 1000 metričnimi tonami, proizvedenimi leta 1970 (skoraj 80 % takratne svetovne zaloge rudnikov). Kljub temu ima država še vedno 6000 ton zlatih rezerv in je še vedno številka 5 v proizvodnji zlata, medtem ko ostaja dobavitelj širokega nabora pomembnih mineralnih virov. Južna Afrika je dom najglobljega rudnika zlata na svetu, Mponeng Gold Mine, ki sega skoraj 4000 m globine. Leta 2015 je proizvodnja zlata v Južni Afriki znašala 145 metričnih ton. Je največji svetovni proizvajalec kroma, mangana, platine, vanadija in vermikulita. Je drugi največji proizvajalec ilmenita, paladija, rutila in cirkonija. Je tretji največji izvoznik premoga na svetu. Je velik proizvajalec železove rude; leta 2012 je prehitela Indijo in postala tretja največja dobaviteljica železove rude na svetu Kitajski, ki je največja porabnica železove rude na svetu.

### Turizem
Južna Afrika tako domačim kot mednarodnim turistom ponuja široko paleto možnosti, med drugim slikovito naravno krajino in rezervate divjadi, raznoliko kulturno dediščino in visoko cenjena vina. Nekatere izmed najbolj priljubljenih destinacij je več narodnih parkov, kot je obsežen Krugerjev narodni park na severu države, obale in plaže provinc KvaZulu-Natal in Zahodna Kaplandija ter večja mesta, kot so Cape Town, Johannesburg in Durban.

#### Naravne in kulturne znamenitosti
- Narodni park slapovi Augrabies ob reki Oranje
- Bloemfontein, glavno mesto province Svobodna država Oranje s trdnjavo Queens, prvo stavbo parlamenta, spomenikom burskim ženskam in otrokom, vojnim muzejem burskih republik in nekdanjo predsedniško palačo
- Naravni rezervat Kanjon reke Blyde in jame Echo s poslikavami
- Cape Town s starim delom mesta, sedežem zveznega parlamenta, staro mestno hišo, Groote Kerk, trdnjavo dobrega upanja, muzeji in galerije; nad mestom je Mizasta gora, naravni rezervat Rt dobrega upanja in Robben island (zapori - del Unescove dediščine)
- Naravni rezervat Cedarberg ; nenavadno oblikovane skalne tvorbe, rastje je gorski fynbos
- Naravni rezervat De Hoop z zelo razčlenjeno obalo s klifi in sipinami
- Durban - pristanišče in lewtovišče
- Graaff-Reinet je ena najstarejših belskih naselbin; mestno jedro s holanskimi in viktorijanskimi hišami; v bližini je Karujski naravni rezervat s slikovito Dolino obupa
- Johannesburg z muzeji in galerijami; arheološka najdišča v bližini so Sterkfontein, Svartkrans, Kromdraai kjer so našli fosilne ostanke človečnjakov (Unescova svetovna dediščina)
- Narodni park Kalahari Gemsbock, ki se nadaljuje v bocvanski narodni park Gemsbock
- Kimberley, mesto nastalo po odkritju diamantov z Veliko luknjo - dnevnim kopom - in muzejem
- Krugerjev narodni park
- Ondini - prestolnica zulujskega kralja Cetchwayoja s kraalom in muzejem
- Narodni park Pilanesberg
- Pretoria; središče mesta, sodna palača, hiša Paula Krugerja, muzeji, trdnjava Klapperkop, spomenik prvim burskim priseljencem
- Narodni park uKhahlamba-Drakensberg nastal z združitvijo več narodnih parkov; gorata pokrajina, slapovi Tugela, najvišji vrhovi v dražvi_ del Unescove svetovne dediščine